# Abdusakur Tan
Abdusakur M. Tan (Maimbung, 13 juli 1950) is een Filipijns politicus en sinds 2019 gouverneur van de zuidelijke provincie Sulu. Tan was eerder al drie termijnen gouverneur van deze provincie. Ook was hij van 2013 tot 2016 vicegouverneur van Sulu. Voor zijn periode als gouverneur en vicegouverneur was hij lid van het Filipijns Huis van Afgevaardigden namens het 1e kiesdistrict van Sulu en raadslid van Jolo, de hoofdstad van de provincie.

## Biografie
Abdusakur Tan werd geboren op 13 juli 1950 in Maimbung in de zuidelijke Filipijnse provincie Sulu. Hij was het oudste kind van Hadji Abubakar Tan and Hadja Satriya Mahail-Tan. Na het voltooien van zijn middelbare schoolopleiding aan de Notre Dame of Jolo, vervolgde hij zijn opleiding aan het Notre Dame of Jolo College. Daar behaalde hij in 1983 zijn Bachelor of Arts-diploma.
Tan was van 1981 tot 1987 gemeenteraadslid van de provinciehoofdstad Jolo. Aansluitend was hij van 1987 tot 2001 lid van het Filipijns Huis van Afgevaardigden namens het 1e kiesdistrict van Jolo. Bij de verkiezingen van 1995 werd Tan gekozen tot gouverneur van de provincie. Deze eerste termijn als gouverneur eindigde in 2001. Zes jaar later werd Tan bij de verkiezingen van 2007 als eerste politicus in Sulu herkozen als gouverneur.
Op 3 mei 2009 overleefde Tan een aanslag, toen een bermbom afging op het moment dat zijn konvooi passeerde. Naast Tan raakten tien mensen gewond. Op 5 augustus 2010 werd er opnieuw een aanslag op hem gepleegd op het vliegveld van Zamboanga City. Tan en ruim twintig anderen raakte lichtgewond. Ook vielen er bij de aanslag Zamboanga Airport twee doden. Volgens inlichtingen van de politie houden beide aanslagen vermoedelijk verband met elkaar.
Bij de verkiezingen van 2010 werd Tan met overmacht herkozen. Hij versloeg bij de verkiezingen zes medekandidaten, waaronder Nur Misuari, voormalig gouverneur van de Autonomous Region in Muslim Mindanao en leider van MNLF.
In 2013 werd Tan gekozen tot vicegouverneur van Sulu. Bij de verkiezingen van 2019 deed Tan voor de vierde keer met succes mee aan de gouverneursverkiezingen en won hij een nieuwe termijn van drie jaar als gouverneur.
Tan is getrouwd met Nurunisah Abubakar en kreeg met haar vijf kinderen.